# Línea 1 (Urbanos de Majadahonda)
La línea 1 de la red de autobuses urbanos de Majadahonda es una línea circular que bordea la ciudad en el sentido de las agujas del reloj. El sentido contrario lo proporciona la línea 2.

## Características
Fue creada en diciembre de 2008, junto con la línea 2, dentro de una reestructuración del transporte urbano del municipio. Esta línea une los principales barrios de Majadahonda con el hospital y la estación de tren.
La línea circula exclusivamente por el término municipal de Majadahonda. Como bien se expresa en la numeración interna del CRTM, recibe el número 1080. El primer dígito corresponde a la línea, en este caso la línea 1. Y los últimos tres dígitos corresponden al municipio por el que circula, en este caso 080 corresponde al municipio de Majadahonda.
Está operada por Avanza Movilidad Integral mediante la concesión administrativa VCM-601 - Madrid – Pozuelo de Alarcón –  Majadahonda – Alcorcón (Viajeros Comunidad de Madrid) del CRTM.

## Horarios
| Lunes a viernes laborables                               |       |       |       |       |       |       |       |       |       |       |       |       |       |       |       |
| L1 Circular: Hospital Puerta de Hierro > Estación FF.CC. |       |       |       |       |       |       |       |       |       |       |       |       |       |       |       |
| 07                                                       | 08    | 09    | 10    | 11    | 12    | 13    | 14    | 15    | 16    | 17    | 18    | 19    | 20    | 21    | 22    |
| 00 30                                                    | 00 30 | 00 30 | 00 30 | 00 30 | 00 30 | 00 30 | 00 30 | 00 30 | 00 30 | 00 30 | 00 30 | 00 30 | 00 30 | 00 30 | 00 30 |
| Sábados laborables, domingos y festivos                  |       |       |       |       |       |       |       |       |       |       |       |       |       |       |       |
| L1 Circular: Hospital Puerta de Hierro > Estación FF.CC. |       |       |       |       |       |       |       |       |       |       |       |       |       |       |       |
| 07                                                       | 08    | 09    | 10    | 11    | 12    | 13    | 14    | 15    | 16    | 17    | 18    | 19    | 20    | 21    | 22    |
| 30                                                       | 30    | 30    | 30    | 30    | 30    | 30    | 30    | 30    | 30    | 30    | 30    | 30    | 30    | 30    | 30    |

Paso por la estación de Majadahonda aproximadamente 35 minutos después de su salida del Hospital Puerta de Hierro. Duración del recorrido circular completo aproximadamente 60 minutos.

## Recorrido y paradas
| Código | Parada                                      | Común con                                  | Conexión con Cercanías |
| ------ | ------------------------------------------- | ------------------------------------------ | ---------------------- |
| 17923  | J. Rodrigo - Hospital Puerta de Hierro      | 567 580 620 626 633 650A 653 655 667 685   |                        |
| 17685  | Manuel Falla - Urg. Hospital Pta. De Hierro | 565 567 620 626 650A 667                   |                        |
| 11385  | Moreras - C. C. Centro Oeste                | 565 567 626 650A 654                       |                        |
| 11417  | Limonero - Ciruela                          | 567 626 654                                |                        |
| 12747  | Goleta - Barco                              | 654                                        |                        |
| 12994  | Fragata - Bajel                             | 654 2                                      |                        |
| 12992  | Fragata - Galera                            | 654 2                                      |                        |
| 18070  | Fragata - Bergantín                         | 654 2                                      |                        |
| 12990  | Fragata - Bergantín                         | 654 2                                      |                        |
| 12991  | Fragata - Galera                            | 654 2                                      |                        |
| 12993  | Fragata - Barco                             | 654 2                                      |                        |
| 12748  | Ctra. Boadilla - Puerta Sierra III          | 650A                                       |                        |
| 18073  | Ctra. Pozuelo - Francisco Umbral            | 561 561A 561B 567 650A                     |                        |
| 18612  | Neptuno - Alcalde Aurelio Tallón            | 561B 650A 651 654                          |                        |
| 11835  | Santo Tomás - Pza. Lealtad                  | 561B 650A 651 654                          |                        |
| 11854  | Santo Tomás - Granadilla                    | 561B 650A 651 654                          |                        |
| 11858  | Av. Doctor Marañón - Charaima               | 652                                        |                        |
| 17330  | Av. Doctor Marañón - Av. Guadarrama         | 626A 652                                   |                        |
| 18498  | Av. Guadarrama - Virgen del Rosario         |                                            |                        |
| 11861  | Av. Guadarrama - Instituto                  | 561B 651                                   |                        |
| 06518  | Av. Guadarrama - Urb. Monte Luxor           | 561B 651                                   |                        |
| 06424  | Av. Guadarrama - Centro de Especialidades   | 561B 651                                   |                        |
| 06205  | Av. Guadarrama - Av. Reyes Católicos        | 561B 651                                   |                        |
| 17742  | Av. España - Av. Reyes Católicos            | 655 685                                    |                        |
| 12500  | Av. España - Centro de Salud                | 655                                        |                        |
| 12504  | Av. España - Colombia                       | 655 685                                    |                        |
| 06251  | Doctor Calero - Fundadores                  | 567 626A 650A 651 652 654                  |                        |
| 06252  | Ctra. Plantío - Cerro del Aire              | 567 626A 650A 651 652 654                  |                        |
| 06253  | Ctra. Plantío - Novotiendas                 | 567 626A 650A 651 652 654                  |                        |
| 06254  | Ctra. Plantío - Los Sauces                  | 567 626A 650A 651 652 654                  |                        |
| 13003  | Norias - Est. Majadahonda                   | 626A 653 654                               | Majadahonda            |
| 17700  | Norias - Parque                             | 653 654                                    |                        |
| 12905  | Norias - Instituto                          | 654                                        |                        |
| 12906  | Norias - Pinos                              | 654                                        |                        |
| 12907  | Av. Claveles - Norias                       | 654                                        |                        |
| 09407  | Av. Claveles - Los Olmos                    | 654                                        |                        |
| 12995  | Av. España - El Zoco                        | 626 633 651 654                            |                        |
| 11421  | Av. España - Ctra. Pozuelo                  | 626 654 685                                |                        |
| 08792  | Ctra. Pozuelo - Ins. Nacional de Sanidad    | 561 561A 561B 567 626 633 650B 653 654 655 |                        |
| 12066  | Ctra. Pozuelo - Ciudad Deportiva            | 561 561A 561B 565 653 654                  |                        |
| 09368  | Ítaca - Homero                              | 2                                          |                        |
| 08790  | Ctra. Pozuelo - Urb. Pinar Plantío          | 561 561A 561B 565 653 654 659              |                        |
| 08788  | Ctra. Pozuelo - Residencia                  | 561 561A 561B 565 653 654 659              |                        |
| 12679  | Sarasate - Ctra. Pozuelo                    | 650A 653                                   |                        |
| 15188  | Sarasate - Joaquín Turina                   | 650A 653                                   |                        |
| 17270  | Joaquín Turina - Centro de Salud            |                                            |                        |
| 17724  | Manuel de Falla - Ruperto Chapí             |                                            |                        |
| 17925  | Ruperto Chapí - Joaquín Rodrigo             | 667                                        |                        |
| 17923  | J. Rodrigo - Hospital Puerta de Hierro      | 567 580 620 626 633 650A 653 655 667 685   |                        |